# Perros de guerra en la América colonial
Durante la colonización de América, los conquistadores europeos, en particular los españoles, utilizaron perros de guerra entrenados para controlar los territorios indígenas. Estos perros grandes y feroces, como los mastines y galgos, fueron traídos por los colonizadores. Los perros fueron entrenados para atacar, matar y aterrorizar a la gente, y desempeñaron un papel importante en batallas e incursiones.
Para muchos indígenas, estos perros eran aterradores. Nunca antes habían visto animales utilizados de esta manera. Podían perseguir, morder y matar a la orden, causando miedo y confusión. Algunos líderes españoles incluso los utilizaron para castigar o ejecutar a prisioneros. Estos perros de guerra no solo se utilizaban para ganar peleas, sino que también eran una forma de demostrar poder y control. Ayudaron a los españoles a conquistar nuevas áreas con mayor rapidez al sembrar el miedo.

### Casos de uso de perros de guerra
A continuación se presenta un resumen de algunos casos notables del uso de perros de guerra en la América colonial.
| Imperio colonial         | Colonia                                    | Víctimas                      | Descripción | Fechas      |
| ------------------------ | ------------------------------------------ | ----------------------------- | --- | ----------- |
| Imperio español          | La Española (República Dominicana y Haití) | Taíno                         | Cristóbal Colón y sus hombres utilizaron mastines para aterrorizar y matar la resistencia taína en los inicios de la conquista. | 1493–1510s  |
| Imperio español          | Cuba                                       | Taíno                         | Durante la conquista de Cuba, las fuerzas españolas soltaron perros para controlar y matar a los grupos taínos que se resistían. | 1511–1530s  |
| Imperio español          | Puerto Rico                                | Taíno                         | Se utilizaron perros para aplastar revueltas locales e intimidar a las poblaciones taínas sobrevivientes. | 1510s–1540s |
| Imperio español          | México                                     | Mexicas, Mayas                | Hernán Cortés y otros conquistadores emplearon perros de guerra para mutilar a enemigos indígenas como los mexicas y los mayas. | 1519–1550s  |
| Imperio español          | Florida                                    | Timucua                       | Las expediciones españolas a Florida trajeron perros para someter a las comunidades timucua que se resistían a la conversión y la colonización.                                                                                                   | 1520s–1560s |
| Imperio español          | Florida                                    | Apalache                      | Se utilizaron perros junto a los soldados en las misiones apalaches para castigar la resistencia al dominio español. | 1520s–1560s |
| Imperio español          | Perú                                       | Incas                         | Los perros acompañaron a las fuerzas de Francisco Pizarro y fueron utilizados para atacar a la resistencia y a las élites incas. | 1530s–1600s |
| Imperio español          | Chile                                      | Mapuche                       | Los perros de guerra fueron desplegados en campañas contra los mapuches durante guerras fronterizas prolongadas. | 1540s–1600s |
| Imperio español          | Colombia                                   | Grupos andinos                | Perros utilizados en campañas de pacificación en el altiplano colombiano contra varios grupos andinos. | 1530s–1600s |
| Imperio portugués        | Noreste de Brasil                          | Esclavos                      | Los colonos portugueses y los cazadores de esclavos utilizaban perros contra esclavos en Brasil. | 1500s–1700s |
| Imperio portugués        | Sur de Brasil                              | Esclavos fugitivos (Quilombo) | Los guaraníes fueron objeto de ataques de perros en las campañas coloniales de control territorial. | 1500s–1800s |
| Imperio portugués        | Palmares (Brasil)                          | Esclavos fugitivos (Quilombo) | Los portugueses utilizaron perros para atacar a los esclavos africanos fugitivos que defendían Palmares en 1694. | 1694        |
| Imperio británico        | Jamaica                                    | Cimarrones                    | Las milicias británicas utilizaron perros para perseguir a los cimarrones durante la resistencia anticolonial en las montañas de Jamaica. | 1700s–1800s |
| Imperio británico        | Grenada                                    | Esclavos                      | Los británicos desplegaron perros durante la represión de la resistencia caribeña negra en Grenada en 1795-1796. | 1795        |
| Imperio británico        | Haití (Santo Domingo)                      | Revolucionarios haitianos     | Los británicos utilizaron perros durante los esfuerzos para aplastar la Revolución haitiana liderada por personas anteriormente esclavizadas. | 1790s       |
| Imperio colonial francés | Guadalupe y Martinica                      | Pueblos esclavizados          | En Guadalupe y Martinica, se utilizaban perros para disciplinar y castigar a los trabajadores esclavizados en las plantaciones. | 1600s–1700s |
| Imperio neerlandés       | Surinam                                    | Cimarrones                    | Las milicias holandesas utilizaron perros de guerra en largas campañas para aplastar los asentamientos cimarrones en Surinam. También se utilizaban perros para controlar y torturar a los africanos esclavizados en las plantaciones de Surinam. | 1700s–1800s |
| Estados Unidos           | Sur de Estados Unidos de América           | Esclavos                      | Uso de perros de caza de esclavos en el sur del país. | 1796-1865   |

### Ver también
- Perro de guerra